# Hatsushimo (1933)
Hatsushimo – japoński niszczyciel typu Hatsuharu z okresu II wojny światowej. Zatonął na minie 30 lipca 1945 roku nieopodal Maizuru.